# Páginas da Vida
Páginas da Vida är en brasiliansk telenovela som sändes på Rede Globo från 2006 till 2007.

## Rollista
| Skådespelare          | Karaktär                                    |
| --------------------- | ------------------------------------------- |
| Regina Duarte         | Helena Camargo Varella                      |
| Lília Cabral          | Marta Toledo Flores                         |
| Marcos Caruso         | Alexandre Flores (Alex)                     |
| José Mayer            | Gregório Rodrigues Lobo (Greg)              |
| Ana Paula Arósio      | Olívia Fragoso Martins de Andrade Duarte    |
| Edson Celulari        | Sílvio Duarte                               |
| Thiago Rodrigues      | Leonardo Maia de Almeida (Léo)              |
| Fernanda Vasconcellos | Fernanda Toledo Flores (Nanda)              |
| Natália do Vale       | Carmem Fragoso Martins de Andrade Lobo      |
| Danielle Winits       | Sandra Ribeiro                              |
| Regiane Alves         | Alice Miranda de Vilela Arruda              |
| Thiago Lacerda        | Jorge Fragoso Martins de Andrade            |
| Letícia Sabatella     | Irmã Lavínia                                |
| Caco Ciocler          | Renato Martins                              |
| Vivianne Pasmanter    | Isabel Fernandes                            |
| Tarcísio Meira        | Aristides Martins de Andrade (Tide)         |
| Sônia Braga           | Tônia Werneck                               |
| Renata Sorrah         | Tereza Junqueira de Figueiredo              |
| Marcos Paulo          | Diogo de Carvalho                           |
| Deborah Evelyn        | Anna Saraiva                                |
| Ângelo Antônio        | Miroel Saraiva                              |
| Pérola Faria          | Gisele Saraiva                              |
| Rafael Almeida        | Luciano Junqueira de Figueiredo             |
| Helena Ranaldi        | Márcia Fragoso Martins de Andrade Pinheiro  |
| Antônio Calloni       | Gustavo Pinheiro de Sousa                   |
| Christine Fernandes   | Simone Bueno                                |
| Sílvia Salgado        | Verônica Toledo Mattos                      |
| Eduardo Lago          | Ubirajara Rangel (Bira)                     |
| Marjorie Estiano      | Marina Martins de Andrade Rangel            |
| Pedro Neschling       | Rafael Salles Martins de Andrade            |
| Grazi Massafera       | Thelma Ribeiro (Thelminha)                  |
| Elisa Lucinda         | Selma Araújo                                |
| Paulo César Grande    | Lucas Azevedo                               |
| Cláudia Mauro         | Angélica Cunha                              |
| Buza Ferraz           | Ivan Monteiro Telles                        |
| Leandra Leal          | Sabrina Marcondes                           |
| Sidney Sampaio        | Vinícius Pessoa                             |
| Louise Cardoso        | Diana Salles Martins de Andrade             |
| Nathalia Timberg      | Hortência Miranda de Almeida Vilela Arruda  |
| Tato Gabus Mendes     | Leandro Fragoso Martins de Andrade          |
| Bete Mendes           | Irmã Natércia                               |
| Zé Carlos Machado     | Nestor Figueiredo                           |
| Ângela Leal           | Hilda Nascimento                            |
| Henrique César        | Dr. Moretti                                 |
| Walderez de Barros    | Constância Ribeiro                          |
| Umberto Magnani       | José Ribeiro (Zé)                           |
| Marly Bueno           | Irmã Maria (Irmã Má)                        |
| Max Fercondini        | Sérgio Toledo Flores                        |
| Sthefany Brito        | Kelly Toledo Mattos                         |
| Carolina Oliveira     | Gabriela Cunha Azevedo (Gabi)               |
| Thiago Picchi         | Marcelo Nascimento                          |
| Luciele di Camargo    | Camila Fragoso Martins de Andrade           |
| Fernando Eiras        | Rubens Bueno (Rubinho)                      |
| Xuxa Lopes            | Isabelle Ferreira (Belita)                  |
| Narjara Turetta       | Inesita                                     |
| Luciano Chirolli      | Eliseu Mattos                               |
| Ana Botafogo          | Elisa Fragoso Martins de Andrade Telles     |
| André Frateschi       | Dorival                                     |
| Susana Ribeiro        | Suzy                                        |
| Lucci Ferreira        | Horácio                                     |
| Hylka Maria           | Odete                                       |
| Selma Reis            | Irmã Zenaide                                |
| Domingos Meira        | Ulisses                                     |
| Lú Mendonça           | Mônica                                      |
| Duda Nagle            | Fred                                        |
| Manuela do Monte      | Nina Martins de Andrade Pinheiro            |
| Armando Babaioff      | Felipe Martins de Andrade Telles            |
| Lígia Cortez          | Cecília                                     |
| Zé Victor Castiel     | Machadão                                    |
| Inez Viana            | Irmã Fátima                                 |
| Joelson Medeiros      | Domingos                                    |
| Jorge de Sá           | Salvador Fortunato                          |
| Quitéria Chagas       | Dorinha                                     |
| Marcos Henrique       | Washington da Silva (Pinhão)                |
| Thalita Carauta       | Lídia                                       |
| Bruno Padilha         | Saldanha                                    |
| Sabrina Rosa          | Célia                                       |
| Carolina Bezerra      | Margareth                                   |
| Miguel Lunardi        | Gabriel                                     |
| Joana Mocarzel        | Clara Camargo Varella (Clarinha)            |
| Gabriel Kaufmann      | Francisco Toledo de Almeida                 |
| Rachel de Queiroz     | Gisele Saraiva (criança)                    |
| Ana Furtado           | Lívia Ferreira Martins                      |
| Glória Menezes        | Amália Fragoso Martins de Andrade (Lalinha) |
| Sophie Charlotte      | Joyce                                       |
| Jéssica Golcci        | Dóris Duarte                                |
| Suzana Gonçalves      | Dirce                                       |